# 永安桥 (沈阳)
永安桥，是位于中国辽宁省沈阳市于洪区马三家街道永安村的石拱桥，始建于清崇德六年（1641年）。为第一批辽宁省文物保护单位和第八批全国重点文物保护单位，类型为古建筑。
永安桥长37米，为东西走向，横跨蒲河故道。桥头设有一碑，上以满、汉、蒙文书写“宽温仁圣皇帝敕建永安桥，大清崇德六年岁次辛已季秋吉日”。